# St. Ulrich im Mühlkreis
St. Ulrich im Mühlkreis, Sankt Ulrich im Mühlkreis – gmina w Austrii, w kraju związkowym Górna Austria, w powiecie Rohrbach. Liczy 647 mieszkańców (1 stycznia 2015).